# グルメッロ・デル・モンテ
グルメッロ・デル・モンテ（伊: Grumello del Monte  ( 音声ファイル)）は、イタリア共和国ロンバルディア州ベルガモ県にある、人口約7,400人の基礎自治体（コムーネ）。

## 地理

### 位置・広がり
ベルガモ県東部のコムーネ。県都ベルガモから東南東へ17km、州都ミラノから東北東へ57kmの距離にある。

#### 隣接コムーネ
隣接するコムーネは以下の通り。括弧内のBSはブレシア県所属を示す。
- カロッビオ・デッリ・アンジェリ
- カステッリ・カレーピオ
- キウドゥーノ
- ガンドッソ
- パラッツォーロ・スッローリオ (BS)
- テルガーテ

### 地震分類
イタリアの地震リスク階級 (it) では、3 に分類される
。

## 姉妹都市
- Eymet、フランス
- ミリテッロ・ロズマリーノ、イタリア